# Guatteria lucida
Guatteria lucida är en kirimojaväxtart som beskrevs av Karel Presl. Guatteria lucida ingår i släktet Guatteria och familjen kirimojaväxter. Inga underarter finns listade i Catalogue of Life.